# 永遠的小熊維尼
是一部2017年英國傳記片，由賽門·柯提斯執導，法蘭克·卡崔爾-波伊斯和賽門·范恩。其劇情改編自《小熊維尼》創作者A·A·米恩的故事。電影主演包括多姆納爾·格里森、瑪格·羅比、凱莉·麥當勞和威爾·提爾斯頓。
《再見克里斯多福羅賓》2017年9月29日在英國上映，而美國則定於2017年10月13日上映。

## 劇情
故事敘述艾倫·亞歷山大·米恩與他的年幼兒子克里斯多福·羅賓·米恩（在家中稱為比利·穆恩）互動的過程中，兩人培養出了獨特的父子情感，同時也找到了他創作《小熊維尼》的故事靈感。《小熊維尼》誕生後，在一戰時期撫慰了不少英國人的心靈，但這在羅賓的眼中，卻又是另一種樣貌...。
從一次大戰戰地歸來的作家艾倫，開始患有戰後創傷症候群，一直擺脫不了戰爭的無情回憶。而出身名流的太太達芙妮受不了生下兒子的事實產生產後憂鬱症，因為達芙妮覺得生男孩總有一天會因為戰爭離開父母的身邊，在雙方無心照顧下決定外聘保母奧莉薇照顧剛出生的克里斯多福·羅賓直到長大，而艾倫受不了都市的眼光及壓迫感，決定舉家搬往倫敦東南方近郊薩塞斯郡的小木屋。
雖然英國是一次大戰的戰勝國，全國依舊瀰漫著戰後低迷肅殺的社會氣氛，有天達芙妮受不了艾倫的個性決定離家出走，保母奧莉薇因為母親病重向米恩夫婦請假。孤立無援的艾倫獨自照顧羅賓，卻開始產生奇妙的父子情誼，拉近父子之間的距離，而艾倫的靈感開始回歸，同時邀請好友謝培德(<古典維尼>原著畫家)將薩塞斯郡作為百畝森林的原型，設計一個脫離世俗的兒童文學作品，並且以羅賓的泰迪熊「艾德華」還有自己的兒子羅賓作為主角，維尼則是來自倫敦動物園的加拿大母熊「溫尼伯」而來的，世紀鉅作《小熊維尼》就此誕生。但大家萬萬想不到，這本世界知名的兒童作品，讓全英國的笑容回來了，但卻從此改變小男孩的一生。
《小熊維尼》在英國呈現洛陽紙貴的風潮，同時大家開始懷疑小男孩克里斯多福·羅賓是否真實存在，當羅賓的身分被發現後，各式邀約和應酬接踵而來，讓年幼的羅賓無法承受龐大的明星光環，這時壓垮羅賓最後一根稻草就是--最心愛的保母奧莉薇要結婚了，讓羅賓失去了快樂的動力。為了讓羅賓學習真正的長大，父母下定決心讓羅賓就讀寄宿學校，而羅賓的明星光環卻讓學校的學長們眼紅，開始霸凌羅賓。達芙妮最擔心的事終於來了：長大後的羅賓原本因為身體檢查未過關而不用接受國家徵召參與第二次世界大戰，但因童年不快樂的回憶，讓羅賓想要像一般人一樣上戰場，艾倫便以《小熊維尼》大量的版權費和家產讓羅賓無後顧之憂而想使他改變心意，但羅賓卻因恨父母斷送自己的童年，而下決心前往戰場。
在二戰期間，薩塞斯郡老家一度傳出英國官方認為羅賓可能死亡的訊息，也讓嫁作人妻的奧莉薇懊悔不已，但之後羅賓意外的從戰地平安歸來，並且願意諒解奧莉薇：而羅賓在戰場上聽到有同袍唱了維尼的歌而激勵軍隊活下去，使得他的想法改變原諒父親，最後艾倫和羅賓父子二人在百畝森林重修舊好。
片尾字幕表示：克里斯多福·羅賓·米恩完全拒絕《小熊維尼》一切版權，最後獨立在倫敦開一家書店度日。

## 演員
- 多姆納爾·格里森 飾 A·A·米恩[5]：英國作家，《小熊維尼》的創作者。
- 瑪格·羅比 飾 達芙妮·德·塞蘭庫爾[6]：A·A·米恩的妻子。
- 凱莉·麥當勞 飾 奧莉薇[7]：克里斯多福·羅賓的保姆。
- 威爾·提爾斯頓 飾 克里斯多福·羅賓·米恩（英语：Christopher Robin Milne）：A·A·米恩和達芙妮的兒子。
- 亞歷克斯·羅瑟（英语：Alex Lawther） 飾 成年的克里斯多福·羅賓·米恩
- 菲比·沃勒-布里奇 飾 瑪莉·布朗

## 製作
電影《永遠的小熊維尼》的計劃始於2010年，製片人史提夫·克里斯汀、努拉·昆恩-巴頓與達米安·瓊斯都是該片的參與者，而《開膛街》的監製之一賽門·范恩也作為該片的編劇2013年5月，據報導，《永遠的小熊維尼》有望於2014年夏季在英國和曼島開始拍攝；劇情主要描述《小熊維尼》創作者A·A·米恩與兒子間的故事。電影的導演由曾執導過《夢露與我的浪漫週記》的賽門·柯提斯所擔任。

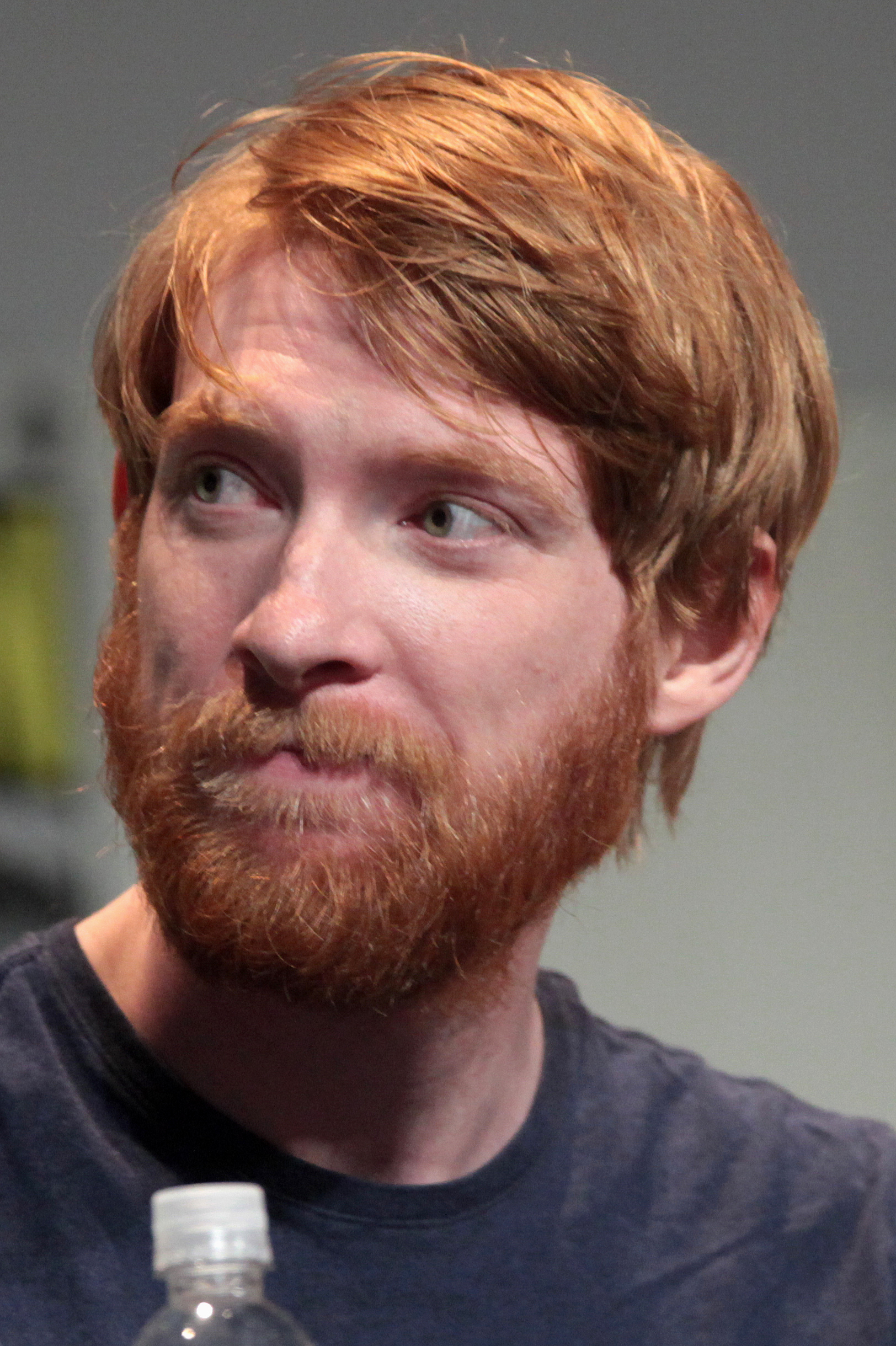
多姆納爾·格里森為飾演A·A·米恩的演員

2016年4月，多姆納爾·格里森加入飾演A·A·米恩的會談。5月，瑪格·羅比也加入參演的會談。格里森和羅比於2016年6月時透露，他們已簽約出演電影，而羅比飾演的角色為米恩的妻子達芙妮。同月，凱莉·麥當勞也加入飾演奧莉薇一角，她是米恩之子克里斯多福·羅賓的保姆。
2017年8月1日，卡特·伯韋爾被聘來為電影配樂作曲。

### 拍攝
主要攝影開始於2016年9月起陸續在牛津郡、薩里郡、東薩塞克斯郡和倫敦等地取景拍攝。

## 發行
《永遠的小熊維尼》排於2017年9月29日在英國上映，而美國則定於2017年10月13日上映。2017年8月3日，電影的首支正式預告片釋出。

## 外部連結
- 互联网电影数据库（IMDb）上《永遠的小熊維尼》的资料（英文）